# Agalychnis medinae
La rana lémur de Henri Pittier (Agalychnis medinae) es una especie de anfibios de la familia Hylidae.
Es endémica de la Cordillera de la Costa (Venezuela).
Sus hábitats naturales incluyen montanos secos, ríos, marismas de agua dulce y corrientes intermitentes de agua.